# Černihiv Arena
Lo Černihiv Arena (in ucraino Чернігів Арена?, Černihiv Arena; è uno stadio ucraino di uso polivalente situato a Černihiv. La sua capienza è di 500, a livello calcistico, ospita le gare dello FC Černihiv.

## Storia
Nel 2012, la dirigenza del club ha fatto i primi tentativi di trovare un terreno per la costruzione dello stadio. Yuri Sinitsa, fondatore della società Collar, che produce beni per animali domestici, si è impegnato a costruire un campo da calcio nell'area ZAZ della città. L'investitore del progetto è una delle divisioni dell'azienda, l'impresa Kit e Pes. Dopo la fondazione della squadra di calcio FC Černihiv, il proprietario della squadra, Yury Yuryevich notò che lo stadio esistente non corrisponde agli standard come lo Stadio Lokomotiv (situato non lontano dalla Stazione di Černihiv e il Centro sportivo Chimiki. Mentre per lo Stadio di Černihiv, l'affitto era piuttosto alto e non era sempre possibile giocare lì e a questo punto iniziò a sviluppare la sua idea che una squadra ha bisogno di una propria infrastrutture. L'impianto, costruito nel 2016, venne ristrutturato nel 2017. Nel 2021 furono allestite delle tribune. Nel 2021 ospita le prime partita di Coppa Ucraina e Perša Liha. Nel 2022, a seguito dell'invasione dell'Ucraina, lo stadio è stato colpito da alcuni colpi di artiglieria russa.
Nel 2024 la società inizia a costruire un nuovo campo artificiale con rivestimento moderno e di qualità sulla Černihiv Arena. I lavori sono iniziati da zero sul terreno adiacente con una preparazione del sito, drenaggio di qualità, posa del prato partiti dai Paesi Bassi. Il modello è uno dei 30 certificati FIFA, ma secondo gli indicatori totali come l'altezza dell'erba, il suo spessore, il numero di fasci al metro quadro, è tra i primi tre. Nello stadio sarà possibile trascorrere partite sotto l'egida della PFL e verrà certificato per le partite della Druha Liha e saranno costruite anche un piccolo stand per gli spettatori.

## Collegamenti
Ci sono molti collegamenti per lo stadio da Krasna Square, la piazza principale della città, percorrendo la strada Myru Avenue.

## Eventi sportivi

### Calcio

#### Coppa d'Ucraina
| Černihiv 31 agosto 2021, ore 11:00 EET Terzo turno preliminare                                                     | Černihiv  | 1 – 5                                                              | Al'jans Lypova Dolyna | Černihiv Arena (50 spett.) |
| \| \| \| \| \| Porokhnya 86’ \| Marcatori \| Karnoza 14’ Sharay 33’ Ahapov 82’ Zahynajlov 89’ Pidnebennoy 90+4’ \| |           |                                                                    |                       |                            |
| |           |                                                                    |                       |                            |
| Porokhnya 86’ | Marcatori | Karnoza 14’ Sharay 33’ Ahapov 82’ Zahynajlov 89’ Pidnebennoy 90+4’ |                       |                            |